# Liste der Staatsoberhäupter 760
Übersicht
◄◄ | ◄ | 756 | 757 | 758 | 759 | Liste der Staatsoberhäupter 760 | 761 | 762 | 763 | 764 | ► | ►►

Weitere Ereignisse

## Amerika
- Maya
  - Copán
    - Herrscher: K'ak' Yipyaj Chan K'awiil (749–763)

  - Palenque
    - Herrscher: K'inich Kan Bahlam III. (751–764)

  - Tikal
    - Herrscher: Yik’in Chan K’awiil (734–766)

## Asien
- Bagan
  - König: Htunhtwin (753–762)

- China
  - Kaiser: Tang Suzong (756–762)

- Iberien (Kartlien)
  - König: Adarnase III. (748–760)
  - König: Nerse I. (760–780)

- Indien
  - Östliche Chalukya
    - König: Vijayaditya I. (755–772)

  - Pala
    - König: Gopala I. (750–775)

  - Pallava
    - König: Nandi Varman II. (710–775)

  - Pandya
    - König: Arikesari Parankusa Maravarman Rajasimha I. (735–765)

  - Rashtrakuta
    - König: Krishna I. (756–774)

- Japan
  - Kaiser: Junnin (758–764)

- Kaschmir
  - König: Lalitaditya (723–760)
  - König: Kuvalayapida (760–761)

- Korea
  - Balhae
    - König: Sejong Mun (738–794)

  - Silla
    - König: Gyeongdeok (742–765)

- Kalifat der Muslime
  - Kalif: al-Mansur (754–775)

- Nanzhao
  - König: Meng Geluofeng (751–779)

- Tibet
  - König: Thrisong Detsen (755–796)

## Europa
- Bulgarien
  - Khan: Winech (756–761)

- Byzantinisches Reich
  - Kaiser: Konstantin V. (741–775)

- England (Heptarchie) 
  - East Anglia
    - König: Beorna mit Hun und Æthelberht I. (749–760)
    - König: Æthelred I. (760–780)

  - Essex
    - König: Swithred (746–ca. 760)
    - König: Sigeric I. (ca. 760–798)

  - Kent
    - König: Æthelberht II. (725–762)
    - König: Eardwulf (748–ca. 760)

  - Mercia
    - König: Offa (757–796)

  - Northumbria
    - König: Æthelwald Moll (759–765)

  - Wessex
    - König: Cynewulf (757–786)

- Fränkisches Reich
  - König: Pippin der Jüngere (751–768)

- Italien
  - Langobardenreich
    - König: Desiderius (757–774)
    - Autonome langobardische Herzogtümer:
      - Herzog von Benevent: Arichis II. (758–787)
      - Herzog des Friaul: Peter (751–774)
      - Herzog von Spoleto: Gisulf (759–763)

  - Kirchenstaat
    - Papst: Paul I. (757–767)

  - Venedig
    - Doge von Venedig: Domenico Monegario (756–764)

- Schottland
  - Dalriada
    - König: Aed (739–778)

  - Strathclyde
    - König: Dumnagual III. (754–760)
    - König: Eugein II. (760–780)

  - Pikten
    - König: Óengus I. (729–761)

- Spanien
  - Asturien
    - König: Fruela I. (757–768)

  - Emirat von Córdoba
    - Emir: Abd ar-Rahman I. (756–788)

- Wales
  - Gwynedd
    - König: Caradog ap Meirion (754–798)

  - Powys
    - Fürst: Brochfael ap Elisedd (755–773)